# Rừng ở Ba Lan

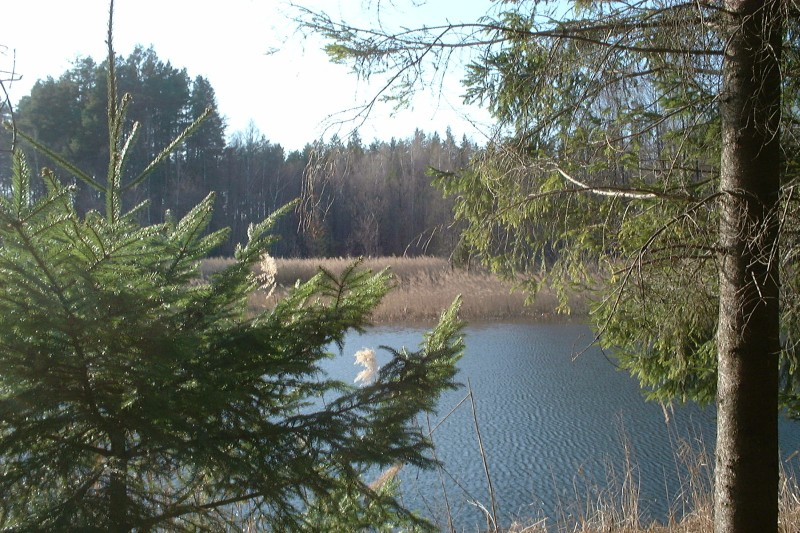
Khu bảo tồn Perkuć ở Puszcza Augustowska

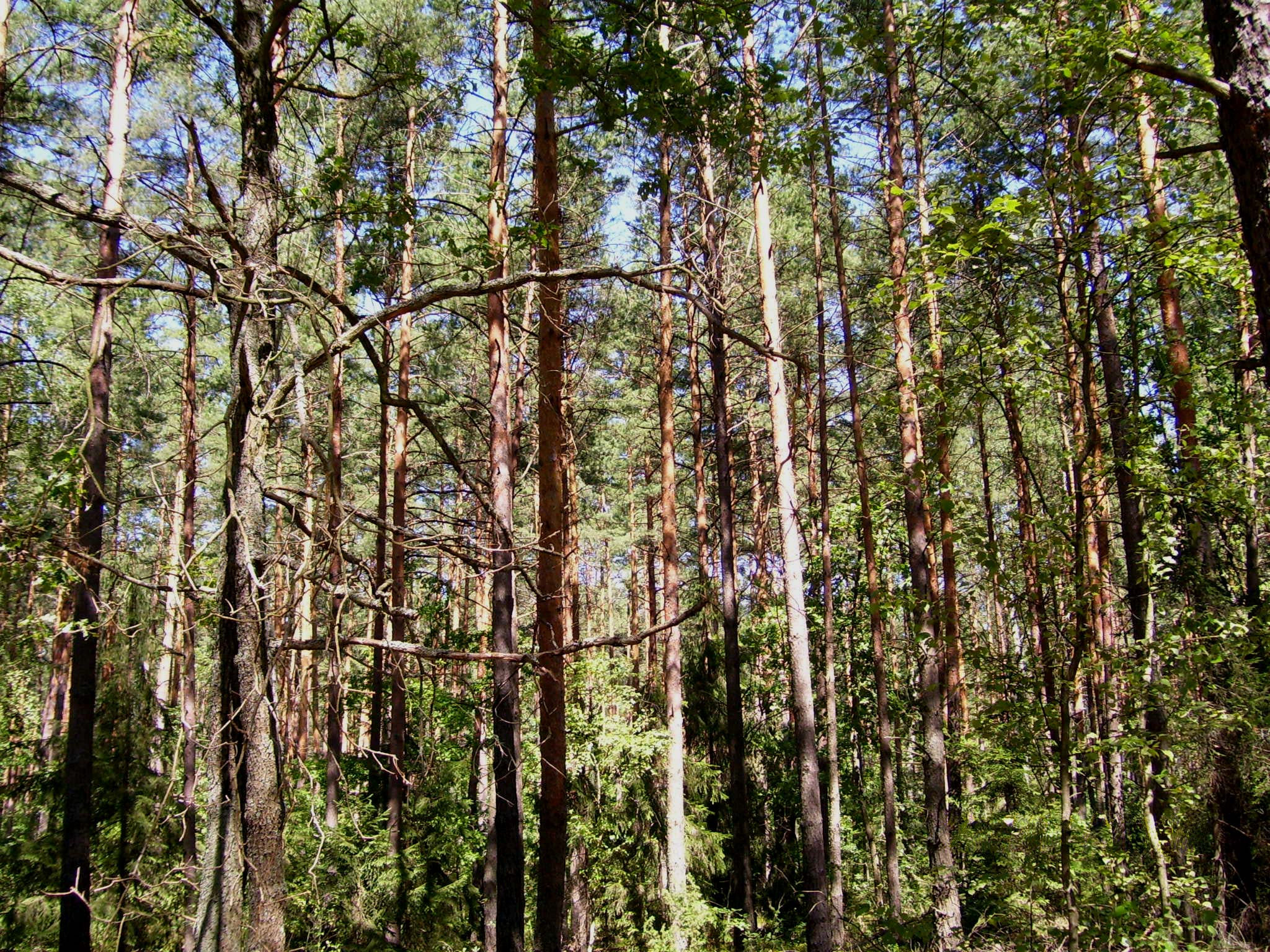
Puszcza Biała (Rừng trắng) của Masovia

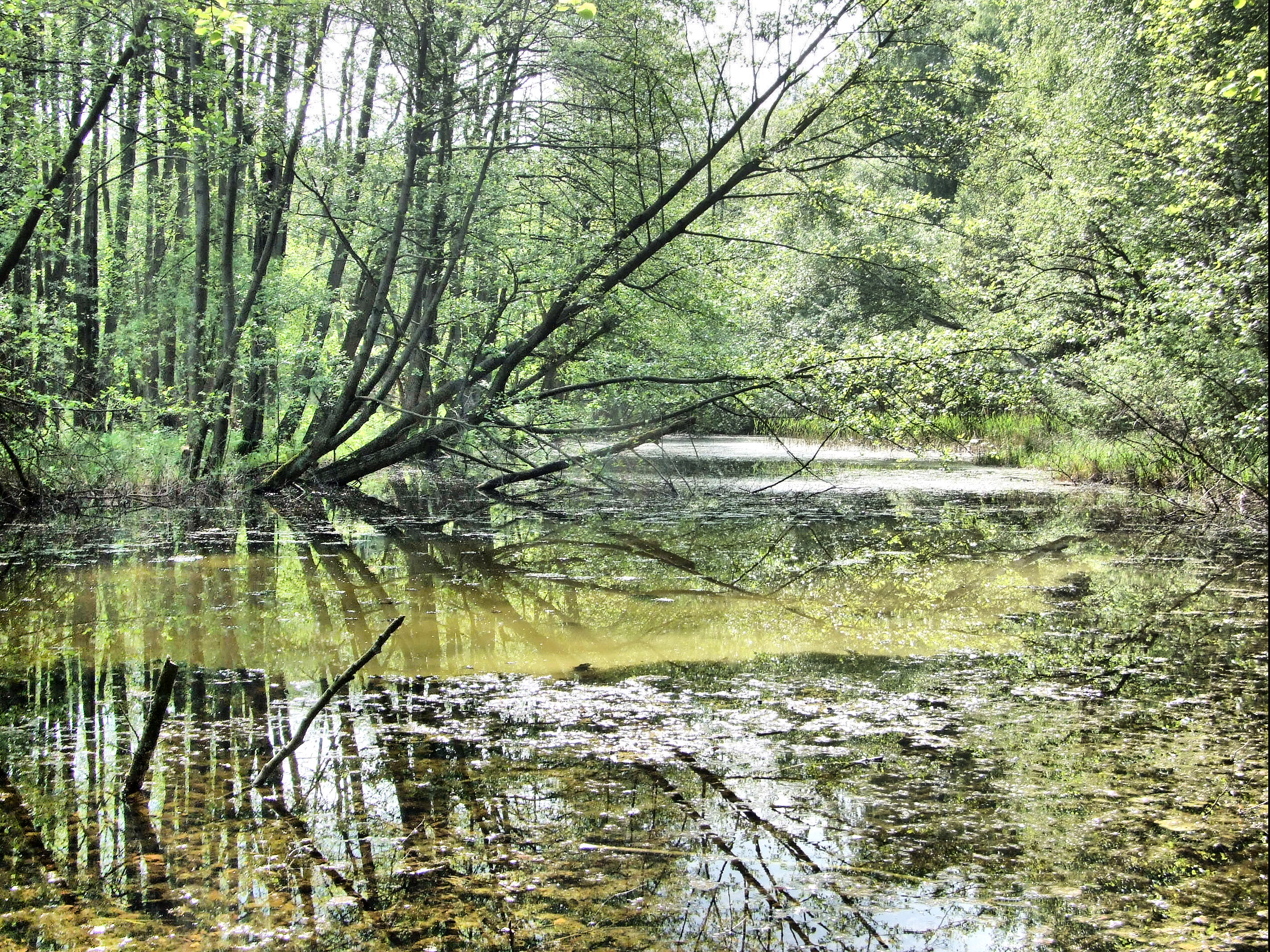
Một phần của Ba Lan của Wkrzańska Heath gần Szczecin và thị trấn hạt lân cận có tên Police

Rừng Ba Lan chiếm khoảng 30% lãnh thổ của Ba Lan và hầu hết thuộc sở hữu của nhà nước. Phần phía tây và phía bắc của Ba Lan cũng như dãy núi Carpathian ở cực nam, có nhiều rừng hơn so với các tỉnh miền đông và miền trung. Các tỉnh có nhiều rừng nhất đất nước là: Lubusz (48,9%), Subcarpathian (37,2%) và Pomeranian (36,1%). Ít rừng nhất là: Łódź (21%), Masovian (22,6%) và Lublin (22,8%).

## Lịch sử đương đại
Vào cuối thế kỷ 18, các khu rừng chiếm khoảng 40% diện tích đất Ba Lan. Tuy nhiên, do sự khai thác kinh tế từ thế kỷ 19 trong Phân chia Ba Lan, cũng như sự chiếm đóng của Đức Quốc xã và Liên Xô năm 1939-1945, lượng lớn cây gỗ được chuyển đến các mặt trận chiến đấu trên khắp châu Âu, cùng với nạn phá rừng và chiến tranh, rừng của Ba Lan chỉ còn chiếm 21% tổng diện tích của đất nước (tính đến năm 1946). Hơn nữa, cây rụng lá xum xuê đã được thay thế bằng cây lá kim phát triển nhanh, có giá trị thấp hơn dành cho thương mại, chẳng hạn như thông. Sau Thế chiến II, chính phủ Ba Lan đã khởi xướng Kế hoạch trồng rừng quốc gia. Đến năm 1970, rừng chiếm 29% diện tích cả nước. Tính đến năm 2009, 29,1% lãnh thổ của Ba Lan đã được rừng bao phủ, lên tới 9.088.000 héc-ta. Ước tính đến năm 2050, tổng diện tích đất rừng sẽ tăng lên 33%.
Có tới 81,8% rừng Ba Lan thuộc sở hữu nhà nước, phần lớn (77,8%) bởi Cơ quan Rừng Ba Lan (thuộc Tổng cục Lâm nghiệp nhà nước), 2% thuộc các khu bảo tồn Rừng Quốc gia Ba Lan, 2% thuộc sở hữu của các cơ quan chính phủ khác (chẳng hạn như chính quyền địa phương hoặc Cơ quan tài sản nông nghiệp) và 18,2% thuộc về chủ sở hữu tư nhân. Phần lớn rừng Ba Lan thuộc sở hữu của nhà nước là kết quả của việc quốc hữu hóa các khu rừng sau hậu quả của Thế chiến II - khi Ba Lan trở thành một nhà nước cộng sản (xem Cộng hòa Nhân dân Ba Lan) dưới phạm vi ảnh hưởng của Liên Xô.

## Dân cư
Chất lượng đất rừng ở Ba Lan nghèo dinh dưỡng nhất. Loại cây lá kim chiếm 54,5%, trong khi loại cây lá rộng chiếm 45,5% (trong đó, rừng bạch dương và rừng ven sông chiếm 3,8%). Nhiều khu rừng hiện đang được chính phủ Ba Lan bảo tồn, một số đã trở thành điểm du lịch. Trong những năm qua, quy mô của nhiều khu rừng lớn nhất Ba Lan đã bị giảm và điều đó được phản ánh bởi cấu trúc của khu dân cư.
Cho đến cuối thế kỷ 18, bắt đầu từ thời Trung cổ, các khu rừng thường bị du khách và người dân tránh xa, vì họ coi đó là nhà của những tên cướp và là nơi cư ngụ của những linh hồn xấu xa. Luật pháp và các quy tắc đã miễn áp dụng cho các khu rừng trong nhiều thế kỷ, ngoại trừ việc tự quản lý an ninh bởi người dân trong rừng. Tuy nhiên, các khu rừng là nơi cư trú của nhiều người thợ đốn củi và gia đình của họ, những người tận dụng lợi thế vùng cư trú xa xôi của họ. Những người thợ đốn củi sống bằng tài nguyên có trong rừng, thu gom nhựa để bán- thứ được dùng để thắp sáng đường phố trong thị trấn - phạt gỗ, thu thập vôi, sáp ong, mật ong, hoa bia, nấm và bất cứ mặt hàng thương phẩm nào có thể bán được cho cư dân các làng bên ngoài rừng.
Gia đình những người thợ đốn củi tự cung tự cấp thông qua việc làm vườn và săn bắn, cũng như tự may quần áo. Có khi sản phẩm đan móc tinh xảo của họ còn trở nên nổi tiếng với cư dân ngoài khu rừng, góp phần tăng thu nhập gia đình. Vì sự tách biệt với xã hội, những người thợ đốn củi và gia đình họ đã tự phát triển phong cách ăn mặc, âm nhạc, may vá, phương ngữ, lễ kỷ niệm và kiểu nhà ở của riêng họ. Ví dụ như những người thợ đốn củi Masovia, được biết đến là người Kurpie, sống trong những cánh rừng ở Ba Lan, gọi là Vùng hoang dã trắng (Puszcza Biała) và Vùng hoang dã xanh, vẫn tự hào tuyên bố và tôn vinh văn hóa, phong tục độc đáo của họ.

## Danh sách các khu rừng phức hợp Ba Lan
- Puszcza Augustowska (Rừng nguyên sinh Augustów)

B
- Puszcza Biała (Rừng hoang trắng hoặc Rừng trắng)
- Rừng Białowieża, Di sản Thế giới của UNESCO
- Puszcza Borecka (Rừng Borki) gần Borki
- Puszcza Bukowa (Rừng sồi) gần Szczecin
- Puszcza Bydgoska (Rừng Bydgoszcz) gần Bydgoszcz [4]

D
- Bory Dolnośląskie (Vùng hoang dã Hạ Silesian)

K
- Puszcza Kampinoska (Rừng Campuchia)
- Rừng Knyszyn (Công viên phong cảnh rừng Knyszyń)
- Krajna, một phần của Tỉnh Greater Ba Lan
- Puszcza Kurpiowska, tên gọi chung của Puszcza Biała và Puszcza Zielona.

L
- Lasy ukowskie (Rừng Łuków)
- Loda (Rừng Loda)

N
- Puszcza Niepołomicka (Rừng Niepołomice)
- Puszcza Notecka (Rừng Notec) gần Quận Hồ Lubuskie.

Ôi
- Rừng Oliwa ở quận Gdańsk.

P
- Puszcza Piaskowa (Rừng Piasek) trong thung lũng Odra gần Cedynia.
- Puszcza Piska (Rừng Pisz)
- Rừng Pomeranian
- Las Prudnicki (Rừng Prudnik)

R
- Puszcza Romincka (Rừng Romincka)

S
- Las Szpęgawski (Rừng Szpęgawski)

T
- Bory Tucholskie (Rừng Tuchola) ở quận Hồ Pomeranian.

U
- Ueckermünder Heide (Puszcza Wkrzańska) được chia sẻ bởi Đức và Ba Lan

W
- Puszcza Wkrzańska (Ueckermünder Heide)

Z
- Puszcza Zielona (Vùng hoang dã xanh)
- Puszcza Zielonka (Công viên cảnh quan Puszcza Zielonka)